# Antiche unità di misura del circondario di Sanremo

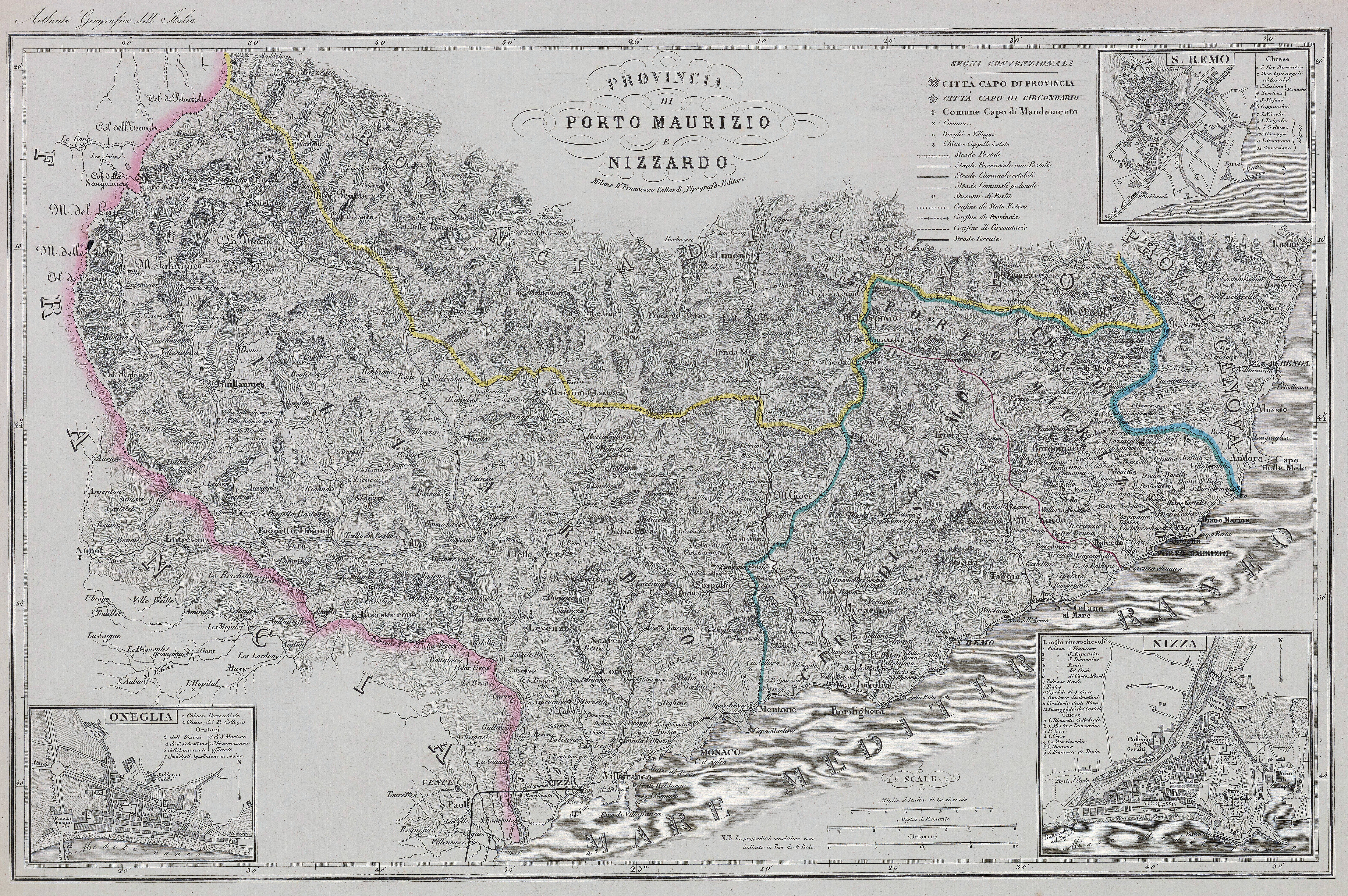
Mappa con indicazione dei confini del circondario di Sanremo nel 1860 circa

Sono qui riportate le conversioni tra le antiche unità di misura in uso nel circondario di Sanremo e il sistema metrico decimale, così come stabilite ufficialmente nel 1877.
Nonostante l'apparente precisione nelle tavole, in molti casi è necessario considerare che i campioni utilizzati (anche per le tavole di epoca napoleonica) erano di fattura approssimativa o discordanti tra loro.

## Misure di lunghezza
| Comuni                          | Denominazione | Valore   | Unità |
| ------------------------------- | ------------- | -------- | ----- |
| Tutti i comuni meno Ventimiglia | Cannella      | 3,360000 | m     |
| Tutti i comuni meno Ventimiglia | Palmo         | 0,280000 | m     |
| Tutti i comuni meno Ventimiglia | Canna         | 1,995000 | m     |
| Tutti i comuni meno Ventimiglia | Palmo         | 0,249375 | m     |
| Ventimiglia                     | Cannella      | 3,265000 | m     |
| Ventimiglia                     | Palmo         | 0,272083 | m     |
| Ventimiglia                     | Canna         | 2,012000 | m     |
| Ventimiglia                     | Palmo         | 0,251500 | m     |
| Taggia                          | Cannella      | 2,520000 | m     |

La cannella di Sanremo e le sue divisioni servivano di base alle misure di superficie e di volume.
La cannella si divide in 12 palmi, il palmo in 12 once.
La canna si divide in due mezze canne, la mezza canna in quattro palmi. La canna serviva per la misura delle stoffe.
La cannella di Ventimiglia serviva di base alle misure agrarie e di volume e si divide in 12 palmi, il palmo in 12 once.
La canna di Ventimiglia serviva per le stoffe e si divide in otto palmi. Quattro palmi fanno la mezza canna.
La cannella di Taggia è di 9 palmi; il palmo è lo stesso in uso in tutto il circondario.

## Misure di superficie
| Comuni                          | Denominazione     | Valore   | Unità |
| ------------------------------- | ----------------- | -------- | ----- |
| Tutti i comuni meno Ventimiglia | Cannella quadrata | 11,2896  | m²    |
| Tutti i comuni meno Ventimiglia | Palmo quadrato    | 0,078400 | m²    |
| Ventimiglia                     | Cannella quadrata | 10,6602  | m²    |
| Ventimiglia                     | Palmo             | 0,074029 | m²    |
| Taggia                          | Cannella quadrata | 6,3504   | m²    |

La cannella quadrata di Sanremo, misura agraria, si divide in 144 palmi quadrati, il palmo quadrato in 144 once quadrate.
La cannella quadrata di Ventimiglia, misura agraria, si divide in 144 palmi quadrati, il palmo quadrato in 144 once quadrate.
La cannella quadrata di Taggia si divide in 81 palmi quadrati; il palmo quadrato era lo stesso in uso nel circondario.

## Misure di volume
| Comuni                          | Denominazione                 | Valore   | Unità |
| ------------------------------- | ----------------------------- | -------- | ----- |
| Tutti i comuni meno Ventimiglia | Cannella di volume da muro    | 3556,224 | L     |
| Tutti i comuni meno Ventimiglia | Palmo di volume da muro       | 43,904   | L     |
| Tutti i comuni meno Ventimiglia | Cannella di volume da legname | 148,176  | L     |
| Tutti i comuni meno Ventimiglia | Palmo di volume da legname    | 1,829    | L     |
| Ventimiglia                     | Cannella di volume da muro    | 3263,028 | L     |
| Ventimiglia                     | Palmo di volume da muro       | 40,284   | L     |
| Ventimiglia                     | Cannella di volume da legname | 135,960  | L     |
| Ventimiglia                     | Palmo di volume da legname    | 1,679    | L     |

La cannella di volume per la misura dei muri si divide in 81 palmi di volume, e questo palmo di volume, pari a due palmi cubi, si divide in 144 once di volume. L'oncia di volume è di 24 once cube. Questa, cannella, il suo palmo e la sua oncia sono rappresentati da tre parallelepipedi rettangoli a base quadrata aventi tutti la medesima altezza di due Palmi. I lati delle basi di questi parallelepipedi sono per la Cannella di volume 9 palmi, per il palmo di volume un palmo, e per l'oncia di volume un'oncia.
La cannella di volume per i legnami si divide in 81 palmi da legname, il palmo da legname in 144 once da legname, l'oncia da legname è eguale all'oncia cuba. La cannella, il palmo e l'oncia di volume da legname sono rappresentati da tre parallelepipedi rettangoli a base quadrata aventi tutti la medesima altezza di un'oncia. I lati delle basi di questi parallelepipedi sono per la cannella di volume da legname nove palmi, per il palmo di volume un palmo, e per l'oncia di volume un'oncia.
La cannella di volume da muro e la cannella di volume da legname di Ventimiglia si dividono in 81 palmi di volume, ed il palmo di volume in 144 once.
La cannella di volume pei muri e la cannella di volume pei legnami di Ventimiglia si compongono relativamente alla cannella lineare particolare di Ventimiglia nello stesso modo che fu indicato per le cannelle di volume comuni a tutto il circondario.

## Misure di capacità per gli aridi
Nel 1877, oltre alle unità ufficiali del 1809, sono indicate in uso alcune misure abusive.
| Comuni                                                 | Denominazione                         | Valore   | Unità |
| ------------------------------------------------------ | ------------------------------------- | -------- | ----- |
| Tutti i comuni                                         | Bogliola o quarta per cereali         | 14,56647 | L     |
| Tutti i comuni                                         | Quarta per olive e castagne           | 22,0000  | L     |
| Sanremo, Colla                                         | Emina per cereali                     | 121,7760 | L     |
| Sanremo, Colla                                         | Bogliola per cereali                  | 15,2220  | L     |
| Sanremo, Colla                                         | Bogliola per olive                    | 30,4440  | L     |
| Apricale                                               | Motulare per i cereali                | 1,383800 | L     |
| Perinaldo                                              | Corbino per olive e castagne          | 30,4440  | L     |
| Pigna, Castelvittorio                                  | Staio o bogliola per olive e castagne | 26,6000  | L     |
| Ceriana                                                | Quarta per olive e castagne           | 24,5000  | L     |
| Bajardo                                                | Quarta per olive e castagne           | 25,5000  | L     |
| Cipressa, Costarainera, Montalto, Badalucco, Pompeiana | Minetta per olive                     | 20,0000  | L     |
| Badalucco, Montalto                                    | Quarta per castagne                   | 26,4700  | L     |
| Taggia, Castellaro, Bussana                            | Minetta per olive e castagne          | 40,0000  | L     |
| Lingueglietta, Boscomare                               | Quarta per olive e castagne           | 15,0000  | L     |
| San Lorenzo                                            | Quarta per olive e castagne           | 16,8330  | L     |

La Bogliola d'uso in tutto il circondario pei cereali è la quarta usata in Genova, e si divide variamente da comune a comune: cioè, si divide in motulari 10 nei comuni di Triora e Montalto Ligure; in 8 motulari nei comuni di Dolceacqua, Apricale, Castel Vittorio, Isolabona, Perinaldo e Pigna; in 6 motulari nel comune di Taggia, ed in 4 motulari in tutti gli altri comuni.
Però nei comuni di Badalucco, Ceriana, San Stefano al Mare, Boscomare, Cipressa, Costarainera, Lingueglietta, Pompeiana, Riva Ligure, S. Lorenzo al Mare, e Terzorio i cereali si contrattavano preferibilmente a peso.
In Pigna otto quarte formavano la salmata.
In Taggia otto quarte formavano l'emina.
L'emina dei cereali di Sanremo si divide in due sacchi, il sacco in due staia, lo staio in due bogliole, la bogliola in sei coppelli.
La bogliola per le olive di Sanremo corrisponde allo staio dei cereali, ossia al doppio della bogliola che serve per i cereali, e si divide in 12 coppelli. 25 coppelli formano il corbino per le olive.
Il corbino di Perinaldo si divide in 12 coppelli.
Lo staio di Pigna e Castelvittorio si divide in 8 motulari.
La quarta di Ceriana si divide in quattro motulari, e quella di Bajardo in 12.
La minetta di 20 litri per le olive si divide in sei motulari nel comune di Pompeiana, ed in 10 motulari nei comuni di Cipressa, Costarainera, Montalto e Badalucco. Nei comuni di Cipressa, Costarainera e Pompeiana la minetta delle olive si usava anche per le castagne.
La quarta per castagne di Badalucco e Montalto è divisa in 10 motulari.
La minetta di Taggia, Bussana e Castellare si divide in 12 motulari.
Le Quarte di Lingueglietta, Boseomare e San Lorenzo si dividono in 5 Motulari.
In Pigna si usava anche per i cereali una quarta corrispondente a litri 16,412.
Nei comuni di Badalucco, Ceriana, S. Stefano al Mare, Boscomare, Cipressa, Costarainera, Lingueglietta, Pompeiana, Riva Ligure, S. Lorenzo al Mare e Terzorio i cereali si contrattavano a peso.
Nei comuni di S. Stefano al Mare, Cipressa, Pompeiana, Riva Ligure e Terzorio anche le olive e le castagne si misuravano usando il peso.
In Badalucco si usava purè per le sole castagne una quarta di 10 litri divisa in 8 motulari.

## Misure di capacità per i liquidi
| Comuni         | Denominazione  | Valore  | Unità |
| -------------- | -------------- | ------- | ----- |
| Tutti i comuni | Barile da vino | 32,0000 | L     |
| Tutti i comuni | Barile da olio | 64,9000 | L     |
| Tutti i comuni | Libbra da olio | 0,34600 | L     |
| Sanremo, Colla | Barile da vino | 36,0000 | L     |
| Sanremo, Colla | Amola          | 1,1250  | L     |

Il barile da vino d'uso in tutto il circondario si divide in 32 amole, corrispondenti esattamente al litro.
Il barile da olio si considera corrispondente al peso di rubbi 7 1/2 ossia libbre 187 1/2. Però la corrispondenza della libbra al barile non è più esattamente di 187 1/2 perché le antichissime misure locali furono alquanto alterate all'epoca del dominio francese per ridurle alla capacità di un determinato numero di litri o frazioni di litro, e le misure così modificate furono poi conservate anche dopo il ripristinamento del vecchio sistema. Da ciò dipende il fatto delle molte misure di capacità che in alcune parti della riviera ligure di ponente, come quella che ha maggiori relazioni commerciali colla vicina
Francia, corrispondono precisamente alle misure decimali.
Il barile da vino di Sanremo si divide in quattro rubbi, ed il rubbo in 8 amole.
Nel comune di Dolceacqua si faceva uso di una misura tripla del barile usato in tutto il circondario, e corrispondente perciò a litri 96.
In Taggia si usava un barile corrispondente a 40 litri e diviso in 40 amole.
In Triora ed in Pigna si usava anche la misura di Dolceacqua.
Il barile di Sanremo si usava anche nel comune di Piena.
Nel comune di Montalto Ligure si adoperava anche un barile di 50 amole, corrispondenti ciascuna ad un litro.
Il barile di Taggia si usava talora anche nei comuni di Ceriana, Santo Stefano, Boscomare, Cipressa, Costarainera, Lingueglietta, Pompeiana, Riva Ligure, San Lorenzo al Mare e Terzorio.
Nei comuni di Dolceacqua, Castelvittorio, Perinaldo e Pigna la misura del vino si faceva a peso.
Nei comuni di Borghetto San Nicolò, Seborga, Sasso di Bordighera, Camporosso, Pigna, Perinaldo e Triora l'olio si contrattava abitualmente a rubbi ed a salmate di 12 rubbi.

## Pesi
| Comuni         | Denominazione | Valore  | Unità |
| -------------- | ------------- | ------- | ----- |
| Tutti i comuni | Rubbo         | 791,875 | g     |
| Tutti i comuni | Libbra        | 316,750 | g     |
| Tutti i comuni | Libbra medica | 307,400 | g     |

Il rubbo è di 25 libbre, la libbra di 12 once, l'oncia di 8 ottavi o 24 denari, il denaro di 24 grani.
Una libbra e mezza si dice rotolo.
La libbra medica e farmaceutica è quella di Piemonte.
Il rubbo e la libbra mercantile sono pesi alla sottile di Genova.

## Territorio
Nel 1874 nel circondario di Sanremo erano presenti 38 comuni divisi in 8 mandamenti.
- Bordighera • Bordighera, Borghetto San Nicolò, San Biagio della Cima, Sasso di Bordighera, Seborga, Soldano, Vallebona, Vallecrosia
- Ceriana • Bajardo, Ceriana
- Dolceacqua • Apricale, Castel Vittorio, Dolceacqua, Isolabona, Perinaldo, Pigna, Rocchetta Nervina
- Sanremo • Colla, Sanremo
- Santo Stefano al Mare • Boscomare, Castellaro, Cipressa, Costarainera, Lingueglietta, Pompeiana, Riva Ligure, San Lorenzo al Mare, Santo Stefano al Mare, Terzorio
- Taggia • Badalucco, Bussana, Taggia
- Triora • Montalto Ligure, Triora
- Ventimiglia • Airole, Camporosso, Piena, Ventimiglia